# Steppomitra
Steppomitra là một chi rêu trong họ Funariaceae.